# ديفيد هوغارث
ديفيد جورج هوغارث (بالإنجليزية: David George Hogarth)‏ (و.23 مايو 1862 - 6 نوفمبر 1927)، المعروف أيضًا باسم د.ج. هوغارث، عالم آثار بريطاني وباحث، تأثر بتوماس إدوارد لورنس وآرثر إيفانز. كان أمين متحف أشموليان أكسفورد من 1909 إلى 1927.
خلال الحرب العالمية الأولى، كان هوغارث من المتطوعين البحريين، وعمل مع شعبة المخابرات البحرية. وخلال عام 1916، كان مدير المكتب العربي بالإنابة، وكان مسؤولًا فيما بعد عن إيصال رسالة هوغارث.

## حياته المهنية
في عام 1886، تم انتخاب هوغارث زميلًا في كلية المجدلية، أكسفورد.
بين 1887 و1907، سافر إلى الحفريات في قبرص، وكريت، ومصر، وسوريا، وميلوس، وأفسس، (معبد أرتميس).
تم تعيين هوغارث مديرًا للمدرسة البريطانية في أثينا من عام 1897 حتى عام 1900.
كان أمين متحف أشموليان في أكسفورد من عام 1909 حتى وفاته في عام 1927.
في عام 1915، خلال الحرب العالمية الأولى، تم تكليف هوغارث برتبة ملازم قائد في احتياطي المتطوعين في البحرية الملكية، وانضم إلى القسم الجغرافي لقسم المخابرات البحرية.
عُيّن هوغارث مديرًا بالإنابة للمكتب العربي، لفترة خلال عام 1916 عندما عاد السير مارك سايكس إلى لندن. وكان كيناهان كورنواليس نائبه.
كان هوغارث قريبًا من توماس إدوارد لورنس وعمل معه على التخطيط للثورة العربية الكبرى.
في يونيو 1919، عاد هوغارث إلى أكسفورد ومتحف أشموليان. من 1925 إلى 1927 كان رئيس الجمعية الجغرافية الملكية.

## الحياة الشخصية

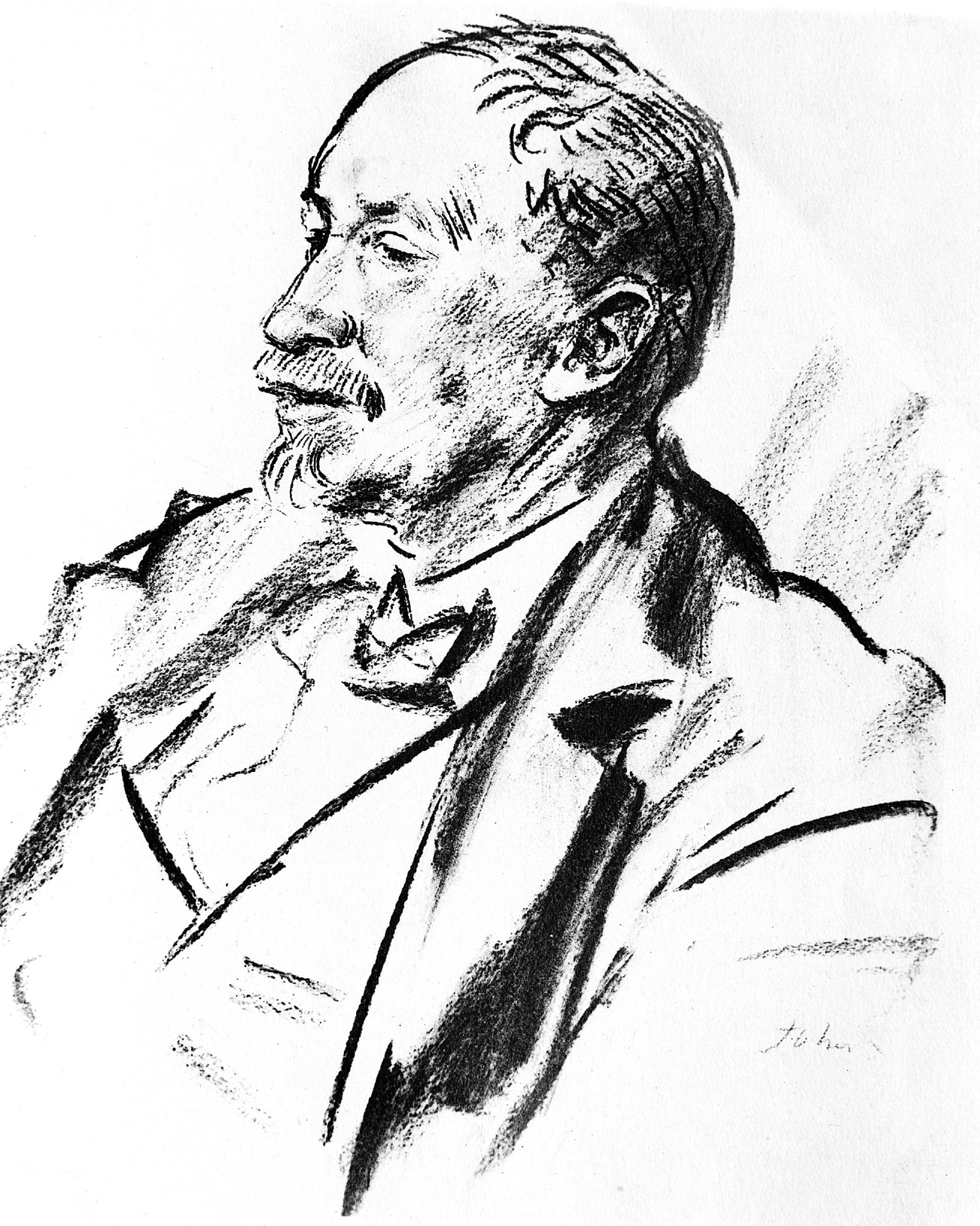
صورة ديفيد هوغارث للرسام أغسطس يوحنا.

في 7 نوفمبر 1894، تزوج هوغارث من لورا فيوليت أوبليبي، ابنة جورج تشارلز أوبليبي. وكان لديهم ابن واحد، وليام ديفيد هوغارث (1901-1965).
في عام 1926، بدأت صحة هوغارث تتدهور بسرعة بسبب مرض في القلب، وقد حصل على إجازة من أكسفورد في أكتوبر 1927. توفي في 6 نوفمبر 1927 في منزله في أكسفورد (20 شارع سانت جايلز). وكان قد بلغ من العمر 65 سنة.

## تكريمات وجوائز
في عام 1896، حصل هوغارث على زمالة الجمعية الجغرافية الملكية (FRGS).
في عام 1905، انتخب زميلًا في الأكاديمية البريطانية (FBA)، والأكاديمية الوطنية للمملكة المتحدة للعلوم الإنسانية والعلوم الاجتماعية.
في عام 1917، قُلِّدَ قلادة النيل العظمى من قبل سلطان مصر، وحصل على الميدالية الذهبية للجمعية الجغرافية الملكية.
في عام 1918، نال وسام القديس ميخائيل والقديس جرجس لجهوده خلال الحرب العالمية الأولى.
في عام 1919، حصل على وسام النهضة من الدرجة الثانية من قبل الحسين بن علي، شريف مكة.

## روابط خارجية
- ديفيد هوغارث على موقع الموسوعة البريطانية (الإنجليزية)
- مؤلفات ديفيد جورج هوغارث في مشروع غوتنبرغ